# Manfred von Ardenne
Manfred von Ardenne, född 20 januari 1907 i Hamburg, Tyskland, död 26 maj 1997 i Dresden, Tyskland, var en tysk fysiker och uppfinnare. Han innehade ca 600 patent inom områden som elektronmikroskopi, medicinsk teknik, kärnteknik, plasmafysik och radio- och TV-teknik.

## Biografi
Ardenne föddes i en rik aristokratisk familj och var äldst av fem barn. År 1913 flyttade hans far till Kriegsministerium till Berlin. Från sin tidigaste ungdom var han fascinerad av teknik, och detta uppmuntrades av hans föräldrar. Sin tidiga utbildning fick han hemma genom privata lärare och började 1919 vid Realgymnasiet i Berlin, där han odlade sina intressen inom fysik och teknik. I en skoltävling lämnade han in modeller av en kamera och ett larmsystem, för vilket han tilldelades första pris. 
Utan examen från gymnasiet övergick Ardenne till universitetsstudier i fysik, kemi och matematik. Efter fyra terminer lämnade han sina formella studier på grund av universitetssystemets inflexibilitet och utbildade sig själv. Han blev en autodidakt och ägnade sig åt tillämpad fysikforskning.
År 1928 fick han full kontroll över hur hans arv kunde spenderas, och han inrättade ett privat forskningslaboratorium, Forschungslaboratorium für Elektronenphysik, i Berlin-Lichterfelde, för att genomföra egen forskning kring radio- och tv-teknik och elektronmikroskopi och uppfann svepelektronmikroskopet. Han finansierade laboratoriet med inkomst från sina uppfinningar och från kontrakt på andra projekt.
Vid Internationale Funkausstellung i Berlin i augusti 1931 gjorde Ardenne världens första offentliga demonstration av ett televisionssystem med katodstrålerör för både överföring och mottagning. (Ardenne utvecklade aldrig ett kamerarör med hjälp av CRT utan som en scanner för att scanna bilder och film.) Ardenne uppnådde sin första överföring av tv-bilder den 24 december 1933, följt av testkörning för en offentlig tv-tjänst 1934. Världens första elektroniskt scannade tv-tjänst startade sedan i Berlin 1935, som kulminerade i direktsändningen av sommarolympiska spelen 1936 från Berlin till offentliga platser i hela Tyskland.
År 1937 utvecklade Ardenne svepelektronmikroskopet och under andra världskriget deltog han i studier och tillämpning av radar. År 1941 tilldelades han "Leibniz-Medaille" av Preußische Akademie der Wissenschaften och i januari 1945 fick han titeln "Reichsforschungsrat".
Före slutet av andra världskriget hade Thiessen, en medlem av NSDAP, kommunistiska kontakter och den 27 april 1945 anlände Thiessen till von Ardennes institut i ett pansarfordon med en major i Sovjetarmén, som också var en ledande sovjetkemist, som gav Ardenne ett skyddsbrev (Schutzbrief). Tillsammans med fyra forskarkolleger flyttade han till Sovjetunionen där han blev chef för institut A, i Sinop, en förort till Suchumi. Vid sitt första möte med Lavrentij Beria blev han ombedd att delta i det sovjetiska atombombprojektet, men han insåg snabbt att deltagandet skulle omöjliggöra hans repatriering till Tyskland, så han föreslog isotopanrikning som ett mål, vilket man enades om. På förslag av myndigheterna flyttade Ardenne så småningom sin forskning från isotopseparation till plasmaforskning riktad mot kontrollerad kärnfusion.
År 1947 tilldelades Ardenne Stalin-priset för sin utveckling av ett elektroniskt elektronmikroskop. År 1953, innan han återvände till Tyskland, fick han ett Stalinpris, klass 1, för bidrag till atombombprojektet. Pengarna från detta pris, 100 000 rubel, använde han för att köpa mark till sitt privata institut i Östtyskland. Enligt ett avtal som Ardenne gjorde med myndigheter i Sovjetunionen strax efter ankomsten, skulle den utrustning som han förde till Sovjetunionen från sitt laboratorium i Berlin-Lichterfelde inte betraktas som "krigsskadestånd" till Sovjetunionen. Ardenne tog utrustningen med sig i december 1954 när han återvände till det dåvarande Östtyskland.
Efter Ardennes ankomst till Deutsche Demokratische Republik (DDR) blev han "Professor für elektrotechnische Sonderprobleme der Kerntechnik" vid Technische Hochschule Dresden. Han grundade också sitt forskningsinstitut, "Forschungsinstitut Manfred von Ardenne", i Dresden, som med över 500 anställda blev en unik institution i Östtyskland som ett ledande privatägt forskningsinstitut. Efter Tysklands återförening 1991 kollapsade det emellertid med betydande skulder och återkom som Von Ardenne Anlagentechnik GmbH. Ardenne vann två gånger GDR:s nationella pris.

## Utmärkelser
Asteroiden 4849 Ardenne är uppkallad efter honom.